# سيسيل هاكيت
سيسيل هاكيت (بالإنجليزية: Cecil Hackett)‏ هو عالم إنسان أسترالي، ولد في 25 أبريل 1905، وتوفي في 1 أبريل 1995.